# Letališče Joensuu
Letališče Joensuu (IATA: JOE; ICAO: EFJO) je letališče na Finskem, ki primarno oskrbuje Joensuu.